# Isac
L'Isac est une rivière française, affluent de rive gauche de la Vilaine coulant d'est en ouest dans la partie nord du département de la Loire-Atlantique (Pays de la Loire). Son cours est en grande partie emprunté par le canal de Nantes à Brest.

## Géographie

### Parcours

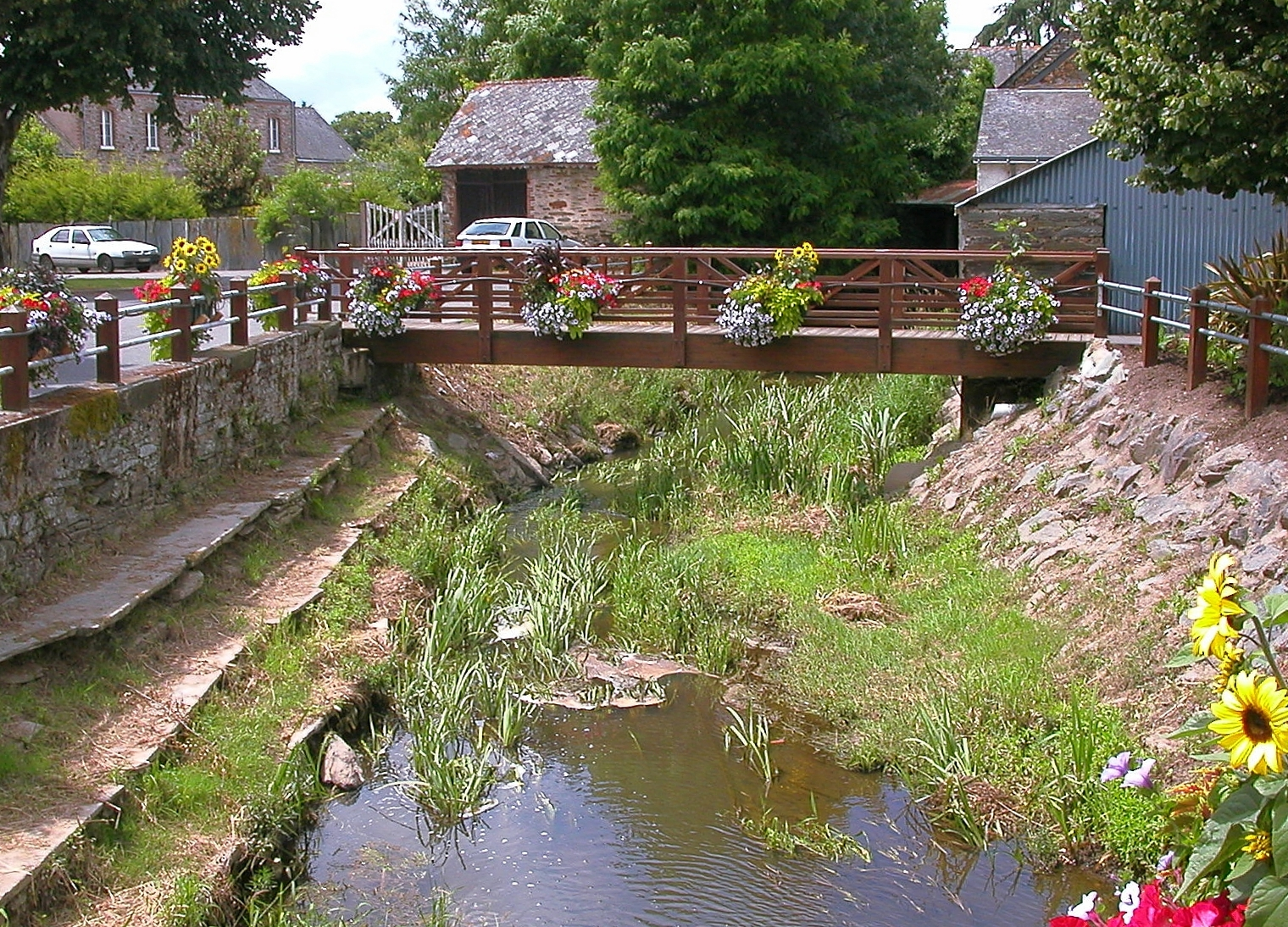
L'Isac à Saffré.

La longueur de son cours est de 69,3 km.
L'Isac a sa source dans la commune d'Abbaretz, située à dix kilomètres au sud-ouest de Châteaubriant, et se jette dans la Vilaine à Fégréac (Loire-Atlantique), face à la ville de Rieux (Morbihan).
Entre Abbaretz et Fégréac, elle arrose les communes de Saffré, de La Chevallerais et d'Héric (constituant la limite entre ces deux communes), de Blain, de Plessé et de Guenrouet (constituant la limite entre ces deux communes).

### L'Isac et le canal de Nantes à Brest
Elle rejoint le canal, construit de 1803 à 1858, à Saffré, au niveau de l'étang de Bout de Bois, mais continue de couler parallèlement au canal depuis cet étang jusqu'à l'entrée à Blain, au niveau de l'écluse du Gué de l'Atelier. 
Par la suite, l'Isac est pour la plus grande part canalisée, mais quelques méandres ont été conservés, par exemple au niveau des écluses du Terrier (Blain), de la Prée (Blain), de la Paudais (Blain), etc. 